# احمدآباد مصدق
احمدآباد مصدق، مرکز دهستان احمدآباد، روستایی در بخش مرکزی شهرستان نظرآباد، غربی‌ترین شهرستان استان البرز است.
اراضی این روستا پیش از این جزء املاک ابوالفضل میرزاعضدالسلطان پسر مظفرالدین شاه قاجار و شوهر خواهر دکتر مصدق بوده‌است که مصدق آن را با زمین‌هایی که در اراک داشت معاوضه کرد. نام این روستا توسط دکتر محمد مصدق -که مالک آن بود- به نام پسرش احمد، «احمدآباد» نام گذاشته شد.

## پیشینه
از مکان‌های تاریخی این روستا باید به قلعه احمدآباد مصدق و محوطه تاریخی حمام تپه اشاره کرد که در دو کیلومتری روستا قرار گرفته‌است.
قلعه احمدآباد نام قلعه‌ای خشتی است که در روستای احمدآباد در بخش مرکزی شهرستان نظرآباد (هفت و نیم کیلومتری جنوب شهر آبیک)، در استان البرز جای گرفته‌است. بنای قلعه احمدآباد (مصدق) در فهرست آثار ملی ایران به شماره ثبت ۲۹۴۳ قرار داشته و در فهرست موقوفات سازمان اوقاف و امور خیریه کشور به ثبت رسیده‌است.
دکتر مصدق مدتی از دوران انزوای سیاسی پس از به سلطنت رسیدن رضاشاه پهلوی و تبعید بعد از آزادی از زندان بیرجند را در اوائل دهه بیست خورشیدی در این روستا گذراند. پس از کودتای ۲۸ مرداد نیز در پی ۳ سال حبس انفرادی در زندان لشکر ۲ زرهی ارتش، در سال هزار و سیصد و سی و پنج به احمدآباد فرستاده شدو تا پایان عمر تحت مراقبت مأموران ساواک در آنجا بود.

دکتر مصدق در قلعه احمدآباد

مصدق در اینباره می‌گوید: 
دادگاه نظامی مرا به سه سال حبس مجرد محکوم کرد که در زندان لشکر ۲ زرهی آن را تحمل کردم. روز ۱۲ مرداد۱۳۳۵ که مدت آن خاتمه یافت به جای این‌که آزاد شوم به احمدآباد تبعید شدم و عده‌ای سرباز و گروهبان مأمور حفاظت من شدند. اکنون که سال ۱۳۳۹ خورشیدی هنوز تمام نشده مواظب من هستند و من محبوسم و چون اجازه نمی‌دهند بدون اسکورت به خارج [قلعه] بروم در این قلعه مانده‌ام و با این وضعیت می‌سازم تا عمرم به سر آید و از این زندگی خلاصی یابم.
علیرغم درخواست و وصیت دکتر مصدق برای دفن شدن در «قبرستان ابن‌بابویه»، در کنار شهدای قیام ملی سی تیر، وی در احمدآباد دفن شد.
یکی از نوادگان دکتر مصدق جهت حفظ قلعه و مقبره، سهم خود از آن را در سال ۱۳۷۳ وقف کرد. اعضای هیئت امنای اولیه موقوفه عبارت بودند از :دکتر محمود مصدق، دکتر یدالله سحابی، دکتر نورعلی تابنده، داریوش فروهر، علی اردلان، حسین شاه‌حسینی و جواد سادات مادرشاهی بودند که با مرگ تنی چند از جمله دکتر یدالله سحابی، علی اردلان و جواد سادات مادرشاهی، دکتر نورعلی تابنده و حسین شاه حسینی، و قتل داریوش فروهر، آقایان دکتر فروزان، خسرو سیف، مرحوم عزت‌الله سحابی، دکتر فریدون سحابی (به عنوان جانشین عزت‌الله سحابی) و مرحوم تقی خزاعی به هیئت امنا پیوستند. از ابتدای انقلاب تا سال ۱۳۸۸ سالگرد درگذشت محمد مصدق درون قلعه برگزار می‌شد. بنای قلعه با شدت گرفتن تدابیر امنیتی سالیان اخیر در خطر ویرانی است.